# Roland Vrabec
Roland Vrabec (Francoforte sul Meno, 9 marzo 1974) è un allenatore di calcio ed ex calciatore tedesco, di ruolo centrocampista, tecnico dello Swift Hesperange.

## Carriera
Dopo un inizio di stagione deludente, 7 punti in 6 partite di campionato, viene esonerato dal Vaduz.

## Statistiche da allenatore

### Club
In grassetto le competizioni vinte.
| Stagione         | Squadra          | Campionato       | Campionato | Campionato | Campionato | Campionato | Coppe nazionali | Coppe nazionali | Coppe nazionali | Coppe nazionali | Coppe nazionali | Coppe continentali | Coppe continentali | Coppe continentali | Coppe continentali | Coppe continentali | Altre coppe | Altre coppe | Altre coppe | Altre coppe | Altre coppe | Totale | Totale | Totale | Totale | % Vittorie | Piazzamento     |
| Stagione         | Squadra          | Comp             | G          | V          | N          | P          | Comp            | G               | V               | N               | P               | Comp               | G                  | V                  | N                  | P                  | Comp        | G           | V           | N           | P           | G      | V      | N      | P      | %          | Piazzamento     |
| ---------------- | ---------------- | ---------------- | ---------- | ---------- | ---------- | ---------- | --------------- | --------------- | --------------- | --------------- | --------------- | ------------------ | ------------------ | ------------------ | ------------------ | ------------------ | ----------- | ----------- | ----------- | ----------- | ----------- | ------ | ------ | ------ | ------ | ---------- | --------------- |
| apr.-mag. 2010   | Magonza II       | RL               | 4          | 2          | 1          | 1          | -               | -               | -               | -               | -               | -                  | -                  | -                  | -                  | -                  | -           | -           | -           | -           | -           | 4      | 2      | 1      | 1      | 50,00      | Subentrato, 15º |
| nov. 2013-2014   | St. Pauli        | 2.BL             | 21         | 8          | 5          | 8          | -               | -               | -               | -               | -               | -                  | -                  | -                  | -                  | -                  | -           | -           | -           | -           | -           | 21     | 8      | 5      | 8      | 38,10      | Subentrato, 8º  |
| ago.-set. 2014   | St. Pauli        | 2.BL             | 4          | 1          | 1          | 2          | CG              | 1               | 1               | 0               | 0               | -                  | -                  | -                  | -                  | -                  | -           | -           | -           | -           | -           | 5      | 2      | 1      | 2      | 40,00      | Esonerato       |
| Totale St. Pauli | Totale St. Pauli | Totale St. Pauli | 25         | 9          | 6          | 10         |                 | 1               | 1               | 0               | 0               |                    |                    |                    |                    |                    |             |             |             |             |             | 26     | 10     | 6      | 10     | 38,46      |                 |
| 2016-mar.2017    | FSV Francoforte  | 3.BL             | 25         | 6          | 10         | 9          | CG              | 1               | 0               | 0               | 1               | -                  | -                  | -                  | -                  | -                  | -           | -           | -           | -           | -           | 26     | 6      | 10     | 10     | 23,08      | Esonerato       |
| apr.-giu. 2017   | Vaduz            | SL               | 11         | 2          | 2          | 7          | LC              | 2               | 2               | 0               | 0               | -                  | -                  | -                  | -                  | -                  | -           | -           | -           | -           | -           | 10     | 2      | 4      | 4      | 20,00      | Subentrato, 10º |
| 2017-2018        | Vaduz            | CL               | 31         | 14         | 9          | 8          | LC              | 3               | 3               | 0               | 0               | UEL                | 4                  | 2                  | 0                  | 2                  | -           | -           | -           | -           | -           | 38     | 19     | 9      | 10     | 50,00      | 4º, in corso    |
| Totale Vaduz     | Totale Vaduz     | Totale Vaduz     | 42         | 16         | 11         | 15         |                 | 5               | 5               | 0               | 0               |                    | 4                  | 2                  | 0                  | 2                  |             |             |             |             |             | 48     | 21     | 13     | 14     | 43,75      |                 |

## Palmarès

### Competizioni nazionali
- Coppa del Liechtenstein: 2

Vaduz: 2016-2017, 2017-2018